# Oiselay-et-Grachaux
Oiselay-et-Grachaux település Franciaországban, Haute-Saône megyében. Lakosainak száma 433 fő (2022. január 1.). Oiselay-et-Grachaux Fretigney-et-Velloreille, Bonnevent-Velloreille, Bucey-lès-Gy, Cordonnet, Frasne-le-Château, Montboillon, Villers-Chemin-et-Mont-lès-Étrelles és Velleclaire községekkel határos.

## Népesség
A település népességének változása:
| Lakosok száma | 421  | 422  | 429  | 422  | 423  | 430  | 431  | 432  | 433  |
|               | 2013 | 2015 | 2016 | 2017 | 2018 | 2019 | 2020 | 2021 | 2022 |